# Giacomo Filippo Fransoni
Giacomo Filippo Fransoni (né le 10 décembre 1775 à Gênes et mort le 20 avril 1856 à Rome) est un cardinal italien qui a été préfet de la Congrégation pour la propagande de la foi entre 1834 et 1856.

## Biographie
Né à Gênes, il est ordonné prêtre le 14 mars 1807, à 31 ans, par le cardinal Pietro Francesco Galeffi.
Le 7 septembre 1822, il est nommé archevêque titulaire de Nazianze et ordonné à l'épiscopat trois mois plus tard. Le 21 janvier 1823, âgé de 47 ans, il est nommé nonce apostolique au Portugal (en). Le 2 octobre 1826, âgé de 50 ans, il est élevé au cardinalat et créé cardinal-prêtre de Sainte-Marie d'Aracœli.
Le 21 novembre 1834, il est nommé préfet de la Sacré Congrégation pour la propagation de la Foi dans la Curie romaine. Le 28 septembre 1855, alors qu'il a près de 80 ans, son église titulaire a été changée pour celle de San Lorenzo in Lucina.
Il est décédé le 20 avril 1856, âgé de 80 ans. Il avait été prêtre pendant quarante-neuf ans, évêque pendant trente-trois ans et cardinal, près de trente ans.

## Succession apostolique
Giacomo Filippo Fransoni a ordonné les évêques suivants :
- Évêque José Maria de Santana e Noronha, O.S.P.P.E. (1824)
- Cardinal Giacomo Luigi Brignole (1830)
- Évêque Francesco Icheri di Malabaila (it) (1830)
- Archevêque Pierre-Dominique-Marcellin Bonamie, SS.CC. (1832)
- Évêque Giovanni Negri (1833)
- Évêque Dionigi Andrea Pasio (it) (1833)
- Évêque Francis Joseph O'Finan (en), O.P. (1835)
- Évêque Ferdinando Matteo Maurizio Bruno di Tournafort (1836)
- Évêque Giuseppangelo de Fazio (it), O.F.M.Cap. (1836)
- Archevêque Jean-Baptiste-François Pompallier, S.M. (1836)
- Archevêque Niccola Candoni (1837)
- Évêque Stefano Missir (1837)
- Archevêque Ignatius Papasian (1838)
- Évêque John Thomas Hynes, O.P. (1838)
- Évêque Filippo Saverio Grimaldi (1838)
- Évêque Giuseppe Montieri (it) (1838)
- Évêque Luigi Moreno (1838)
- Évêque Henry Hughes (en), O.F.M. (1839)
- Cardinal Tommaso Pasquale Gizzi (1839)
- Archevêque Francisco Villardel, O.F.M. (1839)
- Évêque Pio Vincenzo Forzani (it) (1840)
- Évêque William Bernard Allen Collier, O.S.B. (1840)
- Évêque Giuseppe Agostino Salomoni, C.M. (1840)
- Cardinal Nicholas Patrick Stephen Wiseman (1840)
- Archevêque Alessandro Riccardi di Netro (it) (1842)
- Archevêque Giovanni Topich, O.F.M. (1842)
- Cardinal Andon Bedros IX Hassoun (1842)
- Évêque Giovanni Dominico Faustino Ceretti, O.M.V. (1842)
- Évêque Edward Barron (en) (1842)
- Évêque Jorge de Viteri y Ungo (1843)
- Évêque Paolo Sardi, O.F.M.Conv. (1843)
- Évêque Luigi Giamporcaro (it) (1843)
- Archevêque Felicissimo Salvini (1843)
- Évêque Michelangelo Sorrentino (1843)
- Évêque James Sharples (en) (1843)
- Évêque Michael O'Connor, S.I. (1843)
- Archevêque Nicolaus Murad (1843)
- Évêque Charles Baggs (en) (1844)
- Évêque Clemente Manzini (it), O.Carm. (1844)
- Évêque Jean Baptiste Epalle, S.M. (1844)
- Archevêque Fedele Sutter, O.F.M.Cap. (1844)
- Évêque Gaetano Carletti (1845)
- Évêque Giovanni Carlo Gentili (1845)
- Évêque Giovanni Antonio Odone (1845)
- Évêque John Brady (en) (1845)
- Évêque Jean-Félix-Onésime Luquet, M.E.P. (1845)
- Évêque Pietro Bottazzi (1845)
- Cardinal Antonio Saverio De Luca (1845)
- Évêque Annetto Casolani (en) (1846)
- Cardinal Guglielmo Massaia, O.F.M.Cap.. (1846)
- Évêque Francis Joseph Nicholson (en), O.C.D. (1846)
- Archevêque Georges Hurmuz (de) (1846)
- Évêque Edoardo Hurmuz (hy) (1847)
- Évêque Angelo Parsi (pl), C.P. (1847)
- Évêque John Thomas Mullock, O.F.M. (1847)
- Évêque José María Benito Serra (es), O.S.B. (1848)
- Évêque Rosendo Salvado (es), O.S.B. (1849)
- Archevêque Joseph Sadoc Alemany (en), O.P. (1850)
- Patriarche Angelo Ramazzotti (1850)
- Évêque Girolamo Verzeri (it) (1850)
- Archevêque Charles-François Baillargeon (1851)
- Cardinal Carlo Sacconi (1851)
- Évêque Thomas Grant (en) (1851)
- Évêque Vincenzo Bisceglia (1851)
- Archevêque Giovanni Battista Arnaldi (de) (1852)
- Évêque Mario De Luca (1852)
- Évêque Niccola Maria Guida (1852)
- Évêque Pasquale de Lucia (1852)
- Patriarche Paolo Brunoni (bg) (1853)
- Évêque Thaddeus Amat y Brusi (en), C.M. (1854)
- Évêque Franciszek Stefanowicz (pl) (1855)
- Évêque Giovanni Antonio Benini (it) (1855)
- Archevêque Carlo Rivelli (1855)